# TAKA (ヒップホップ・ミュージシャン)
TAKA（たか、本名：森川 貴嗣、英語表記:Takashi Morikawa、1980年1月18日 - ）は、ラッパー、心理学者、公認心理師、臨床心理士、キャリアコンサルタントである。学位は博士（工学）、修士（心理臨床学）。大阪出身。血液型A型。ソロアーティストでありHowManyRED?、DONAIYA OSAKAのメンバー。

ソロ活動のほか、ET-KINGのメンバーKLUTCHとHowManyRED?としても活動している。またET-KINGのメンバーTENNが主宰したフットサルチーム兼、音楽グループのDONAIYA OSAKAのメンバーとしても活動している。

## プロフィール
1996年より活動開始。DJ HASEBEの大阪でのプレイ時のサイドMCを皮切りに、様々なアーティストと共演。2004年8月、ミニアルバム「空(KUH)」をR and C よりリリースしてメジャーデビューを果たし、収録曲の「青空ノ向コウ」はフジテレビ系ジャンクSPORTSのエンディングテーマに起用された。その後シングル3枚をリリース。その作品も日本テレビ系「松紳」、「ダウンタウンDX」など様々なタイアップを実現し、2005年10月・11月にはスマッシュヒットになった「クリスマスキャロルの頃には」がフジTV系HEY!HEY!HEY! MUSIC CHAMPのエンディング・テーマに起用された。2006年3月にはシングル3曲収録のファーストアルバム「伽（TOGI）」をリリース。2007年にはクリスマスキャロルの頃にはで競演したデリカテッセンのBA-Kと共にTAKA+BA-Kを再結成し、「REVIVE」をリリース。2013年7月にはGAKU-MCをフィーチャリングした「生涯現役 feat GAKU-MC」をリリース。
2014年にはET-KING KLUTCHと共にHow many RED?を結成。
LIVE活動においては交友のあるm-floの「ASTROMANTIC TOUR」「DOPE SPEACE NINE TOUR」に参加。またBLACK JAXX(DJ DRAGON、武田真治、iSSEi iSHiDa)と共演するなどロック系、ハウス系、HIP HOP系、様々なジャンルのイベントに出演。

## ディスコグラフィー

### シングル
- 2003.06.11 「Pussy Cat」
- 2005.06.28 「LOVE TRAIN」
- 2005.09.21 「NI-CHI-YO!」
- 2005.12.07 「クリスマスキャロルの頃には」
- 2013.07.19 「生涯現役 feat GAKU-MC」

### ミニアルバム
- 2003.08.13 「凪」
- 2004.08.04 「空」

### アルバム
- 2006.03.08 「伽」

### コンピレーションアルバム
- 2002.08.22 「BRING THE NOISE」
- 2002.10.23 「BRING THE NOISE 2」
- 2004.05.19 「LIVE LIVE LIVE! 〜CLUB CITTA'15th& RAPPAGARIYA 10th Anniversary〜」
- 2008.02.20 「Bay Side」
- 2016.12.24 「DONAIYA OSAKA」

### フィーチャリング参加
- 2006.07.26 DJ SHIBUCHIN「DJ SHIBUCHIN presents...SHIBUCHIN SUMMIT」

## タイアップ
- 青空ノ向コウ - フジテレビ系ジャンクSPORTSエンディングテーマ
- Good bye Summer Time feat. mur mur - 関西電力CM、日本テレビ系浜ちゃんと!エンディングテーマ
- LOVE TRAIN - 日本テレビ系松紳エンディングテーマ、auラジオCM
- Alcohol Magic-OLD NICK ver.-feat.BOY-KEN(DJ HASEBE) - テレビ東京系上海大腕エンディングテーマ
- NI-CHI-YO! feat.BOO - 日本テレビ系ダウンタウンDXエンディングテーマ
- 二人の距離 - テレビ東京系ぶちぬきエンディングテーマ
- クリスマスキャロルの頃には - フジテレビ系HEY!HEY!HEY! MUSIC CHAMPエンディングテーマ
- OH YEAH! feat. HI-D - テレビ東京系上海大腕エンディングテーマ
- Na-Na-Na With you - 日本テレビ系MusiGエンディングテーマ